# Fiodor Mieszkow
Fiodor Stiepanowicz Mieszkow (ros. Фёдор Степанович Мешков, ur. 15 lutego 1915 we wsi Sriednij Karaczan w guberni woroneskiej, zm. 21 maja 1987 w Moskwie) – radziecki działacz państwowy i partyjny.

## Życiorys
Urodzony w rodzinie chłopskiej, 1933 ukończył technikum mechanizacji gospodarki rolnej w Borisoglebsku, potem pracował jako mechanik-kontroler w Obwodzie Centralno-Czarnoziemskim/kurskim. Od 1939 członek WKP(b), do 1943 kierownik sekcji i dyrektor szkoły mechanizacji gospodarki rolnej w obwodzie orłowskim, 1943-1948 w pracy radzieckiej i partyjnej, 1949-1954 szef i I zastępca szefa obwodowego zarządu gospodarki rolnej w Orle. 1954-1957 słuchacz Wyższej Szkoły Partyjnej przy KC KPZR, 1957-1958 szef obwodowego zarządu gospodarki rolnej w Orle, od 1958 do stycznia 1963 II sekretarz Orłowskiego Komitetu Obwodowego KPZR, od 27 grudnia 1962 do 15 grudnia 1964 II sekretarz Orłowskiego Wiejskiego Komitetu Obwodowego KPZR. Od 15 grudnia 1964 do 1965 października 1965 sekretarz Orłowskiego Komitetu Obwodowego KPZR, od 25 października 1965 do 10 lipca 1970 przewodniczący Komitetu Wykonawczego Orłowskiej Rady Obwodowej, od 10 kwietnia 1970 do 22 czerwca 1985 I sekretarz Orłowskiego Komitetu Obwodowego KPZR, następnie na emeryturze. Od 9 kwietnia 1971 do 24 lutego 1976 zastępca członka, a od 5 marca 1976 do 25 lutego 1986 członek KC KPZR. Deputowany do Rady Najwyższej ZSRR od 8 do 11 kadencji. Odznaczony dwoma Orderami Lenina.